# Kurt Ditzen
Kurt Ditzen (* 15. Dezember 1891 in Bremerhaven; † 8. Oktober 1982 in Bremerhaven) war ein deutscher Jurist und Zeitungsverleger.

## Biografie
Ditzen war der einzige Sohn des Zeitungsverlegers Josef Ditzen. Sein Jurastudium in Heidelberg schloss er 1914 mit dem Ersten Staatsexamen ab. Seit 1910 war Ditzen auch Mitglied der Burschenschaft Vineta. Er war Soldat im Ersten Weltkrieg. 1922 bis 1931 war er Richter an einem bremischen Gericht.
Nach dem Tode seines Vaters übernahm er 1931 die Geschäftsführung der Nordwestdeutschen-Zeitung in Bremerhaven. Seit 1935 war er persönlich haftender Gesellschafter des Nordwestdeutscher Verlages Ditzen & Co KG. Am 9. Juni 1937 beantragte er die Aufnahme in die NSDAP und wurde rückwirkend zum 1. Mai desselben Jahres aufgenommen (Mitgliedsnummer 5.313.467). Nach dem Zweiten Weltkrieg erhielt er durch die Militärregierung in der Amerikanischen Besatzungszone keine Lizenz zur Herausgabe einer Zeitung. Er verpachtete den Betrieb auf fünf Jahre an die 1945 gegründete Nordsee-Zeitung. Nachdem er 1948 im Entnazifizierungsverfahren dann als entlastet eingestuft wurde, übernahm er 1949 wieder den Verlag. Der alte Titel Nordwestdeutsche Zeitung erschien bald darauf wieder als Untertitel der Zeitung. Ditzen ging von 1949 bis in die 1970er Jahre eine Partnerschaft ein mit dem Bremer Verleger Walter Schünemann und den Bremer Nachrichten.
Sein Adoptivsohn Joachim Ditzen-Blanke (1925–2019) war ab 1965 Mitverleger und von 1982 bis 1997 Alleinverleger.